# 龍虎山 (香港)
龍虎山（英語：Lung Fu Shan）是一個位於香港特别行政区中西區的一個小山峰，高253米，是龍虎山郊野公園的所在地。龍虎山東南接扯旗山，南接西高山（以薄扶林道遊樂場及克頓道、盧吉道及夏力道交界處為界），西南接摩星嶺，北接石塘咀。香港大學的本部建築群座落於龍虎山東北部的山腳位置，而維多利亞城的南面界線定於主水平基準之上700呎（約213公尺），經過龍虎山西面及北面山腰。

## 著名地點
- 林炮台遺跡
- 香港大學

## 鄰近山峰
- 太平山
- 西高山
- 摩星嶺

## 外部連結
维基共享资源上的相關多媒體資源：龍虎山